# Mitrapsylla longicauda
Mitrapsylla longicauda is een halfvleugelig insect uit de familie bladvlooien (Psyllidae). De wetenschappelijke naam van deze soort werd voor het eerst geldig gepubliceerd door Brown en Hodkinson in 1988.